# 亥姆霍兹重离子研究中心
亥姆霍兹重离子研究中心（德语: GSI Helmholtzzentrum für Schwerionenforschung GmbH），位于德国黑森州达姆施塔特，是由联邦政府与州政府共同资助的重离子研究中心。亥姆霍兹重离子研究中心成立于1969年，当时称作重离子研究协会（Gesellschaft für Schwerionenforschung)，简称GSI。现任研究中心主管为Horst Stöcker。
该中心主要的研究设备为重离子加速器，包括UNILAC、SIS 18、ESR、FRS。